# V478 Cygni
V478 Cygni (V478 Cyg / HD 193611 / HIP 100227) es una estrella binaria de magnitud aparente media +8,66.
Se encuentra aproximadamente a 4410 años luz del sistema solar en dirección a la constelación de Cygnus.
V478 Cygni es una binaria eclipsante reconocida como tal en 1949.
Las dos componentes del sistema son estrellas azules de la secuencia principal muy masivas, ambas de tipo espectral O9.5V.
La componente A tiene una temperatura superficial de 30.479 K y una masa de 16,62 masas solares.
Su radio es 7,43 veces más grande que el del Sol y brilla con una luminosidad 42.760 veces mayor que la luminosidad solar.
La componente B, prácticamente idéntica, posee una temperatura de 30.549 K y una masa equivalente a 16,27 soles.
De igual tamaño que su compañera, es apenas un 0,1% más luminosa que ella.
El sistema tiene una edad de 5 millones de años.
El período orbital de V478 Cygni es de 2,8808 días y el semieje mayor de la órbita —siendo la excentricidad de esta ε = 0,019— es de 26,9 radios solares o 0,11 UA. En los eclipses, el brillo conjunto disminuye aproximadamente 0,40 magnitudes.